# Jensen Atwood
Jensen Atwood (nacido el 25 de agosto de 1976) es un actor estadounidense de South Central, Los Ángeles.  Atwood es conocido por interpretar a Johnny Taylor, el interés amoroso de Halle Berry en Oprah Winfrey Presents: Their Eyes Were Watching God.  Es más conocido por su papel en Noah's Arc como Wade Robinson. Noah's Arc fue la primera serie de televisión con hombres homosexuales negros como personajes principales. En entrevistas, Atwood dijo que interpretar a Wade fue su papel más desafiante.

## Primeros años
Atwood nació y se crio en South Central, Los Ángeles, donde reside actualmente.  Tiene dos hermanas menores Monica Jones y Ashley Atwood y dos hermanos mayores Gilbert (Andy) Atwood y Jason (String) Atwood.  Estudió actuación en la Universidad Estatal de California, Long Beach, en Playhouse West en Los Ángeles, y con Eric Morris.

## Carrera
Atwood apareció en muchos videos musicales y producciones teatrales.  También cantó como respaldo para Tyrese Gibson.  Como modelo, Atwood apareció en la portada de Krave, Bleu y Ballroom Rockstar. Él también trabajó como diseñador en Flaunt Magazine. Ha modelado para Coors Light, KFC, K-Swiss y AT&T.

## Filmografía
| Año       | Título                           | Papel                  | Notas               |
| --------- | -------------------------------- | ---------------------- | ------------------- |
| 1999      | The Parkers                      | Compañero de clase     | 2 episodios         |
| 2003      | American Dreams                  |                        | 1 episodio          |
| 2003      | Malibu's Most Wanted             | Extra                  |                     |
| 2004      | Noah's Arc                       | Wade Robinson          | Película            |
| 2005      | Their Eyes Were Watching God     | Johnny Taylor          | Película            |
| 2005-2006 | Noah's Arc                       | Wade Robinson          | Serie de televisión |
| 2006      | Medium                           | Pimp                   | 1 episodio          |
| 2006      | Heist                            | Miembro de la banda #1 | Serie de televisión |
| 2007      | Dante's Cove                     | Griffen                | Serie de televisión |
| 2007      | Las Vegas                        | Snoop                  | 2 episodios         |
| 2008      | Noah's Arc: Saltando la escoba   | Wade Robinson          | Película            |
| 2011      | The Truth                        | Carter                 |                     |
| 2012      | Rising Hope                      | Hombre en la tienda    | 1 episodio          |
| 2013      | Zane's The Jump Off              | Michael                | 2 episodios         |
| 2013      | Scarlet Kiss                     | David                  | Cortometraje        |
| 2013      | Chris's Briss                    | Chris Johnson          | Cortometraje        |
| 2014      | A to Z                           | Curt                   | 1 episodio          |
| 2014      | The Transplanters                | Phil                   | Cortometraje        |
| 2015      | Hollywood Miles                  | Cole                   | Cortometraje        |
| 2015      | Quite as Kept                    | Charles                | Película            |
| 2016      | Before 'I Do'                    | Caleb Abrams           | Película            |
| 2016      | The Kicks                        | Profesor #1            | 1 episodio          |
| 2016      | Theirbnb                         | John                   | 5 episodios         |
| 2017      | Hats                             | OG Mafia               | Cortometraje        |
| 2018      | Pretty Ass White Girl: Day 12    | Laddie Whitmore        | Cortometraje        |
| 2018      | Fayth                            | Noah                   | Cortometraje        |
| 2019      | Prowess                          | Shun                   | Serie de televisión |
| 2019      | Better Now                       | Ashton Smith           | 1 episodio          |
| 2019      | Damsel                           | Trent                  | Película            |
| 2019      | But She's My Best Friend         | Cita                   | 1 episodio          |
| 2019      | The Chadwick Journals            | Alley Cat              | 1 episodio          |
| 2019      | Once Upon a Lifetime             | Joseph                 | Película            |
| 2020      | The Wrong House Sitter           | Mr. Hill               | Película            |
| 2020      | Pandemically Single              | Kai Winters            |                     |
| 2020      | The Wrong Wedding Planner        | Jules                  | Película            |
| 2020      | Noah's Arc: The 'Rona Chronicles | Wade Robinson          | Cortometraje        |
| 2020      | The Wrong Cheerlader Coach       | Entrenador de Devan    | Película            |
| 2020      | Christmas Together               | Ben                    | Película            |
| 2021      | Life Without You                 | Ashton Smith           | Serie de televisión |
| 2021      | Deceived by My Mother-In-Law     | Steve                  | Película            |
| 2021      | Velvet Jesus                     | Carl                   |                     |
| 2022      | Rise of the Tarragon             | Gabriel Hawkins        | Cortometraje        |
| 2022      | The Reunion                      | Dr. Escobar            | [ 2 ]               |

## Videos musicales
| Año  | Vídeo musical     | Artista         |
| ---- | ----------------- | --------------- |
| 2001 | Superwoman Pt. II | Lil' Mo         |
| 2003 | I Wish I Wasn't   | Heather Headley |
| 2004 | Soldier           | Destiny's Child |
| 2010 | Hands Tied        | Toni Braxton    |